# Antonio Carraro
Antonio Carraro - італійська компанія з виробництва сільськогосподарської техніки.

## Історія
1910 року, у віці 20 років, коваль Джованні Карраро створив свою першу багатоцільову сільськогосподарську машину. Згодом він відкрив промислове підприємство сівалок, а пізніше - традиційних тракторів. У 1960 році Антоніо, молодший з його шести синів, заснував компанію «Antonio Carraro di Giovanni», що створила перший одновісний трактор «Scarabeo».
Трактори Карраро мали від 20 до 100 к.с. і чотири ведучих колеса. Компанія стала лідером цього сектора, розроблялися нові моделі. З 1979 року в компанії діє підрозділ із розробки і досліджень.
З часом компанія стала масово виготовляти спеціалізовані машин для сільського господарства в цивільному секторі, професійні машини для обслуговування доріг та зелених насаджень у містах.

## Модельний ряд
- TRX 6500
- TIGRECAR СМ
- TIGRONE 5500
- TIGRONE JONA
- SUPERTIGRE JONA
- SUPERTIGRE 5500
- TIGRE 4000
- TIGRE 4400 °F
- TTR 4400 HST II
- TTR 4400 HST
- SP 4400 HST